# Ailey (cràter)
Ailey és un cràter d'impacte de 23 km de diàmetre de Mercuri. Porta el nom del ballarí i coreògraf estatunidenc Alvin Ailey (1931-1989), i el seu nom va ser aprovat per la Unió Astronòmica Internacional el 2012.